# 杞国酒
杞国酒，是中国开封杞县出产的一种白酒，源于1954年当局合并当地三家私人酒坊成立的国营杞县酒厂，后数度易名。

## 特点
杞国酒为以高粱为原料，用小麦制成的中高温大曲为糖化发酵剂，泥窖固态发酵续糟配料、混蒸混烧老五甑工艺酿制而成；推出后虽受欢迎和多次获奖。由杞县酒厂制造，后企业改制为河南省君利酒业股份有限公司。1993年3月，雍酒、汴州特曲和杞国酒在美国纽约第二届国际酒类与饮品博览会上同获银质奖。然而因经营不善，公司贷款无力偿还，1995年8月经开封市中级人民法院裁决，杞县财政局以君利酒业股份有限公司四分之一的股权折抵给信托投资公司，因而信托投资公司成为君利酒业公司的参股单位。现产品为杞国、汴梁、和雍系列，均为浓香型白酒。